# La Calera
Pour les articles homonymes, voir La Calera (Chili) et La Calera (La Gomera).
La Calera est une municipalité située dans le département de Cundinamarca, en Colombie.